# Área de Conservação da Paisagem de Viljandi

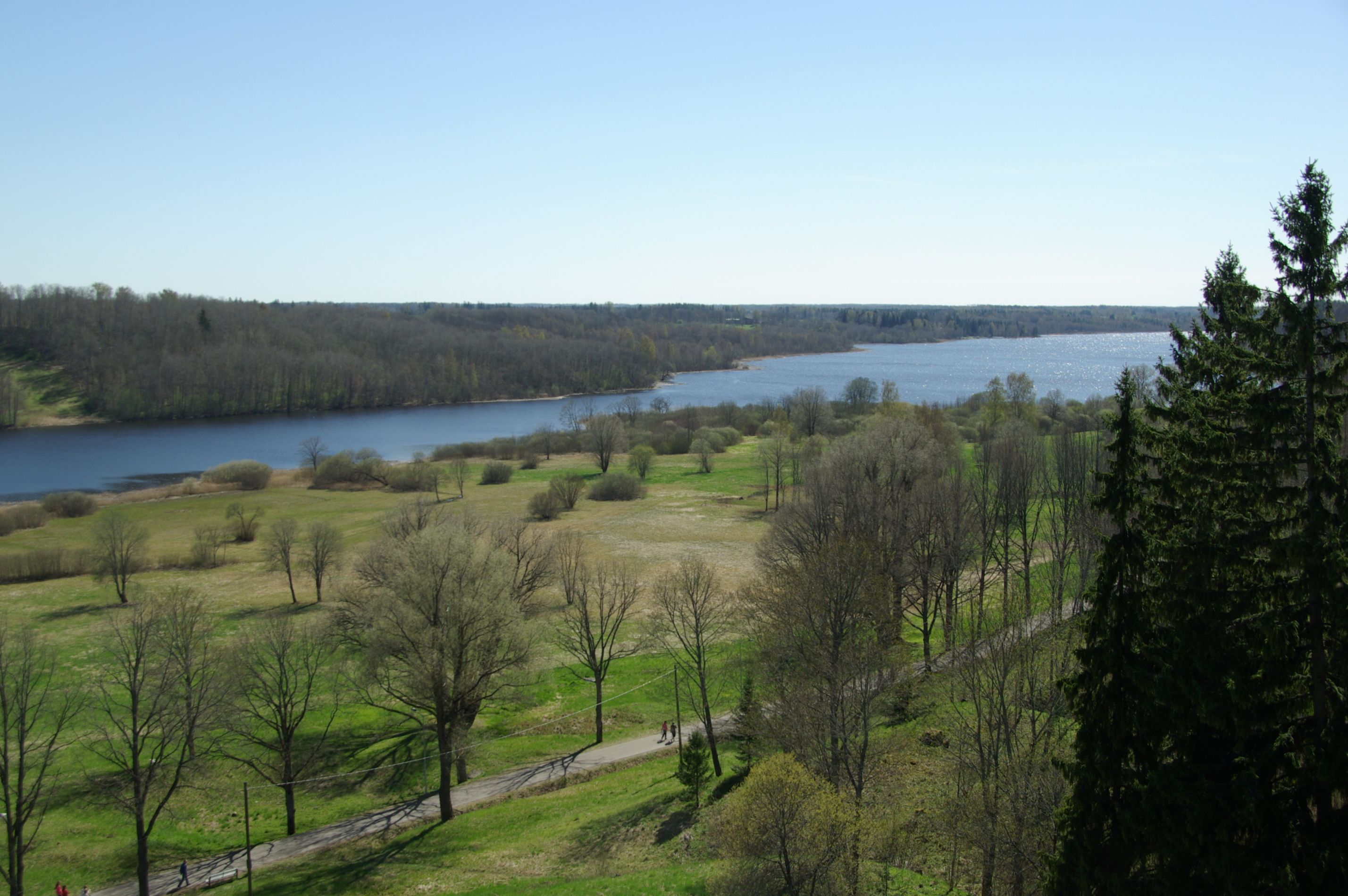
Lago Viljandi

A Área de Conservação da Paisagem de Viljandi é um parque natural situado no condado de Viljandi, na Estônia.
A sua área é de 366,8 hectares.
A área protegida foi designada em 1964 para proteger o Vale de Viljandi (incluindo o Lago de Viljandi) e o Parque do Castelo de Viljandi. Em 2009, a unidade de conservação foi reformulada para área de preservação paisagística.